# 丹羽鋤彦
丹羽 鋤彦（にわ すきひこ、1868年（明治元年6月19日） - 1955年〈昭和30年〉1月18日）は、明治時代-昭和初期の土木技術者、工学博士。

## 略歴
1868年（慶応4年）名古屋生まれ、1889年東京帝国大学工科大学土木学科を卒業。内務省に入り内務技師。仙台、大阪、名古屋の土木監督署で勤務。1900年-1901年に欧米出張（横浜港新港埠頭建設のため）。大蔵省臨時建築部第二課長橫浜支部長、同臨時建築課長などを歴任。この間、木曽川、淀川、最上川の治水事業、横浜、神戸の港湾改良事業などに携わる。1915年、工学博士。1919年、依願免官。同年、日本水力株式会社取締役。1921年、東京市道路局長、河川課長・建築課長事務取扱。1923年、帝都復興院参与。1924年に東京市を依願免職。
1925年より加護谷祐太郎、竹内季一と共同で建築事務所を経営。その後、攻玉社高等工学校長を務める。1955年逝去、享年88。

## 業績
横浜港新港埠頭建設（1900年-1911年）の責任者として尽力した。欧米での実施例を視察して、日本で始めてニューマチックケーソン工法（潜函工法）を採用した。